# Heterosteginoides
Heterosteginoides es un género de foraminífero bentónico considerado un sinónimo posterior de Miolepidocyclina de la familia Miogypsinidae, de la superfamilia Rotalioidea, del suborden Rotaliina y del orden Rotaliida. Su especie tipo era Heterosteginoides panamensis. Su rango cronoestratigráfico abarcaba el Mioceno.

## Clasificación
Heterosteginoides incluía a la siguiente especie:
- Heterosteginoides panamensis †